# Piet Bromberg
Pieter Marie Johan Bromberg, detto Piet (L'Aia, 4 marzo 1917 – Wassenaar, 27 luglio 2001), è stato un hockeista su prato olandese.

## Palmarès

### Olimpiadi
- Bronzo a Londra 1948 nell'hockey su prato.